# Windmotor Sijbrandahuis
De Windmotor Sijbrandahuis is een poldermolen bij het Friese dorp Sijbrandahuis, dat in de Nederlandse gemeente Dantumadeel ligt. De molen is een Amerikaanse windmotor met een wiekenrad van 12 bladen en een diameter van ongeveer 2,5 meter. Hij staat ten westen van het dorp aan de Birdaarder Straatweg. De molen is maalvaardig en ververst het water van een particuliere vijver. Hij is niet te bezichtigen.